# Marín (kommun)
Marín är en kommun i Spanien. Den ligger i provinsen Pontevedra i den autonoma regionen Galicien i nordvästra delen av landet, 500 km nordväst om huvudstaden Madrid. Antalet invånare är 24 154 (2024). Arean är 36,38 kvadratkilometer.